# Jacob (TV-film)
Jacob är en tysk/amerikansk/italiensk TV-film från 1994.

## Om filmen
- Följer efter avsnitten: Genesis och Abraham.
- Del 4 av 21 i Bibelserien.

## Rollista (urval)
- Matthew Modine – Jacob
- Lara Flynn Boyle – Rakel
- Sean Bean – Esau
- Giancarlo Giannini – Laban